# ویسوتسک
شهر ویسوتسک (به روسی: Высоцк) در کشور روسیه و در اوبلاست لنینگراد واقع شده‌است.